# Yevgeni Markov (cầu thủ bóng đá, sinh 1994)
Bản mẫu:Eastern Slavic name
Yevgeni Stanislavovich Markov (tiếng Nga: Евгений Станиславович Марков; sinh ngày 7 tháng 7 năm 1994) là một cầu thủ bóng đá người Nga chơi ở vị trí tiền đạo cho F.K. Dynamo Moskva.

## Sự nghiệp
Anh ra mắt chuyên nghiệp tại Giải bóng đá chuyên nghiệp quốc gia Nga cho F.K. Zenit-2 Sankt Peterburg vào ngày 15 tháng 7 năm 2013 trong trận đấu với F.K. Tosno.
Anh có màn ra mắt tại Giải bóng đá Quốc gia Nga cho FC Yenisey Krasnoyarsk vào ngày 7 tháng 9 năm 2014 trong trận đấu với F.K. Volga Nizhny Novgorod.
Ngày 18 tháng 1 năm 2018, Markov ký hợp đồng cùng với F.K. Dynamo Moskva.

## Danh hiệu

### Câu lạc bộ
Tosno
- Cúp quốc gia Nga: 2017–18

## Thống kê sự nghiệp

### Câu lạc bộ
Tính đến 13 tháng 5 năm 2018
| Câu lạc bộ             | Mùa giải             | Giải vô địch                | Giải vô địch | Giải vô địch | Cúp     | Cúp       | Châu lục | Châu lục  | Tổng cộng | Tổng cộng |
| Câu lạc bộ             | Mùa giải             | Hạng đấu                    | Số trận      | Bàn thắng    | Số trận | Bàn thắng | Số trận  | Bàn thắng | Số trận   | Bàn thắng |
| ---------------------- | -------------------- | --------------------------- | ------------ | ------------ | ------- | --------- | -------- | --------- | --------- | --------- |
| Zenit St. Petersburg   | 2011–12              | Giải bóng đá ngoại hạng Nga | 0            | 0            | 0       | 0         | 0        | 0         | 0         | 0         |
| Zenit St. Petersburg   | 2012–13              | Giải bóng đá ngoại hạng Nga | 0            | 0            | 0       | 0         | 0        | 0         | 0         | 0         |
| Zenit St. Petersburg   | 2013–14              | Giải bóng đá ngoại hạng Nga | 0            | 0            | 0       | 0         | 0        | 0         | 0         | 0         |
| Zenit St. Petersburg   | 2014–15              | Giải bóng đá ngoại hạng Nga | 0            | 0            | –       | –         | 0        | 0         | 0         | 0         |
| Zenit-2 St. Petersburg | 2013–14              | PFL                         | 15           | 5            | –       | –         | –        | –         | 15        | 5         |
| Yenisey Krasnoyarsk    | 2014–15              | FNL                         | 17           | 4            | 1       | 1         | –        | –         | 18        | 5         |
| Zenit St. Petersburg   | 2015–16              | Giải bóng đá ngoại hạng Nga | 0            | 0            | 0       | 0         | 0        | 0         | 0         | 0         |
| Zenit St. Petersburg   | Tổng cộng (2 spells) | Tổng cộng (2 spells)        | 0            | 0            | 0       | 0         | 0        | 0         | 0         | 0         |
| Zenit-2 St. Petersburg | 2015–16              | FNL                         | 15           | 1            | –       | –         | –        | –         | 15        | 1         |
| Zenit-2 St. Petersburg | Tổng cộng (2 spells) | Tổng cộng (2 spells)        | 30           | 6            | 0       | 0         | 0        | 0         | 30        | 6         |
| Tosno                  | 2015–16              | FNL                         | 13           | 5            | –       | –         | –        | –         | 13        | 5         |
| Tosno                  | 2016–17              | FNL                         | 21           | 8            | 2       | 0         | –        | –         | 23        | 8         |
| Tosno                  | 2017–18              | Giải bóng đá ngoại hạng Nga | 19           | 8            | 2       | 0         | –        | –         | 21        | 8         |
| Tosno                  | Tổng cộng            | Tổng cộng                   | 53           | 21           | 4       | 0         | 0        | 0         | 57        | 21        |
| Dynamo Moskva          | 2017–18              | Giải bóng đá ngoại hạng Nga | 6            | 1            | –       | –         | –        | –         | 6         | 1         |
| Tổng cộng sự nghiệp    | Tổng cộng sự nghiệp  | Tổng cộng sự nghiệp         | 106          | 32           | 5       | 1         | 0        | 0         | 111       | 33        |